# 内斯特河畔马泽尔
內斯特河畔马泽尔（法語：Mazères-de-Neste，法語發音：[mazɛʁ də nɛst]）是法国上比利牛斯省的一个市镇，属于巴涅尔德比戈尔区。

## 地理
内斯特河畔马泽尔（43°4'17"N, 0°32'38"E）面积3.36 平方千米，位于法国奧克西塔尼大區上比利牛斯省，该省份为法国西南部内陆省份，北至热尔省，西接大西洋比利牛斯省，南与西班牙接壤，东临上加龙省。
与内斯特河畔马泽尔接壤的市镇（或旧市镇、城区）包括：屈居龙、古尔当-波利尼昂、蒙雷若、阿旺蒂尼昂、圣保罗、蒂比朗-若纳克。
内斯特河畔马泽尔的时区为UTC+01:00、UTC+02:00（夏令时）。

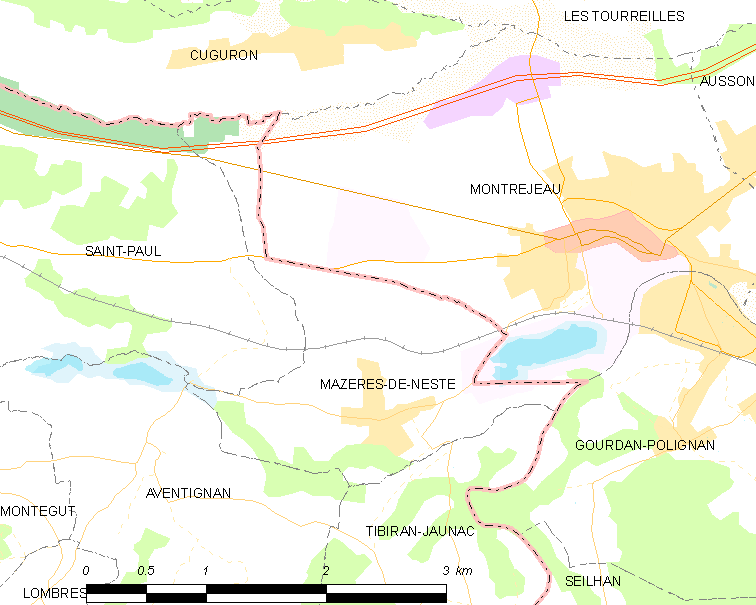
内斯特河畔马泽尔的OSM定位图

## 行政
内斯特河畔马泽尔的邮政编码为65150，INSEE市镇编码为65307。

## 政治
内斯特河畔马泽尔所属的省级选区为巴鲁斯谷县。

## 人口

1962-2008年间内斯特河畔马泽尔人口变化图示

内斯特河畔马泽尔于2022年1月1日时的人口数量为346人。